# Grodzisko (Jezioro Rożnowskie)
Grodzisko, Małpia Wyspa – wyspa na Jeziorze Rożnowskim w miejscowości Gródek nad Dunajcem w województwie małopolskim, w powiecie nowosądeckim, w gminie Gródek nad Dunajcem. Przed wybudowaniem zapory wodnej w Rożnowie i powstaniem sztucznego zalewu Jeziora Rożnowskiego, Grodzisko było jednym ze wzniesienień Pogórza Rożnowskiego. Obecnie przy średnim stanie wód w Jeziorze Rożnowskim jego względna wysokość nad lustrem wody wynosi 48,5 m, a wschodni brzeg wzniesienia znajduje się w odległości około 220 m od brzegu jeziora. Wzniesienie jest całkowicie porośnięte lasem.
Przez miejscową ludność i turystów Grodzisko nazywane jest „Małpią wyspą”. Nazwa Grodzisko pochodzi od tego, że w XIV wieku na jego szczycie istniał Zamek w Gródku nad Dunajcem. Zniszczony został na przełomie XIV i XV w.